# Meinrad II
Meinrad II Karl Anton (ur. 1 listopada 1673 w Sigmaringen, zm. 20 października 1715 tamże) – książę Hohenzollern-Sigmaringen, jego władztwo było częścią Świętego Cesarstwo Rzymskiego Narodu Niemieckiego.
Był najstarszym synem księcia Hohenzollern-Sigmaringen Maksymiliana I i jego żony księżnej Marii Klary. Na tron wstąpił po śmierci ojca 13 sierpnia 1689. Do 1698 regencję w jego imieniu sprawowali matka i stryj hrabia Hohenzollern-Haigerloch Antoni Franciszek.
22 listopada 1700 w Sigmaringen poślubił hrabiankę Montfort-Tettnang Joannę Katarzynę. Para miała czworo dzieci:
- Józefa (1702–1769), kolejnego księcia Hohenzollern-Sigmaringen
- Franciszka (1704–1737)
- Marię Annę (1707–1783)
- Karola (1708–1709)